# Coust
Coust ist eine französische Gemeinde mit 430 Einwohnern (Stand: 1. Januar 2022) im Département Cher in der Region Centre-Val de Loire; sie gehört zum Arrondissement Saint-Amand-Montrond und zum Kanton Dun-sur-Auron. Die Einwohner werden Coustois genannt.

## Geografie
Coust liegt etwa 37 Kilometer südsüdöstlich von Bourges. Der Cher begrenzt die Gemeinde im Südwesten. Umgeben wird Coust von den Nachbargemeinden Saint-Pierre-les-Étieux im Norden, Charenton-du-Cher im Nordosten, Braize im Osten und Südosten, Lételon im Süden, Ainay-le-Vieil im Südwesten sowie Colombiers im Westen und Nordwesten.

## Bevölkerungsentwicklung
| Jahr                       | 1962 | 1968 | 1975 | 1982 | 1990 | 1999 | 2006 | 2019 |
| Einwohner                  | 503  | 503  | 518  | 460  | 506  | 475  | 467  | 442  |
| Quellen: Cassini und INSEE |      |      |      |      |      |      |      |      |

## Sehenswürdigkeiten
- Kirche Notre-Dame aus dem 12. Jahrhundert, seit 1911 Monument historique
- Kreuz von Thianges von 1472, seit 1892 Monument historique
- Schloss Bonnais aus dem 15. Jahrhundert
- Schloss Le Creuzet, seit 2014 Monument historique

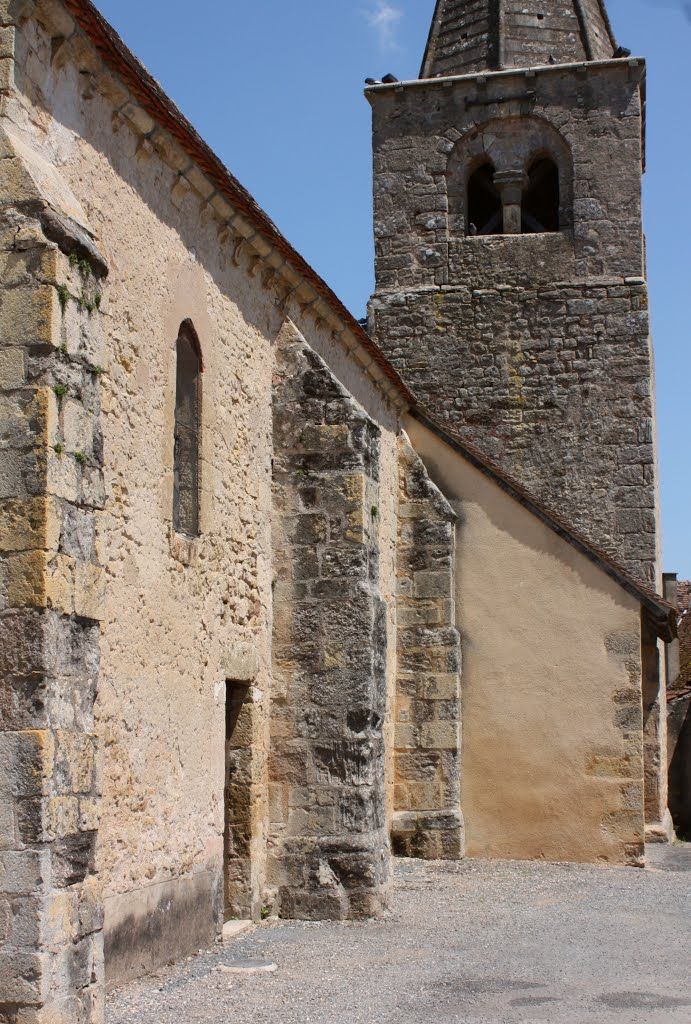
Kirche Notre-Dame
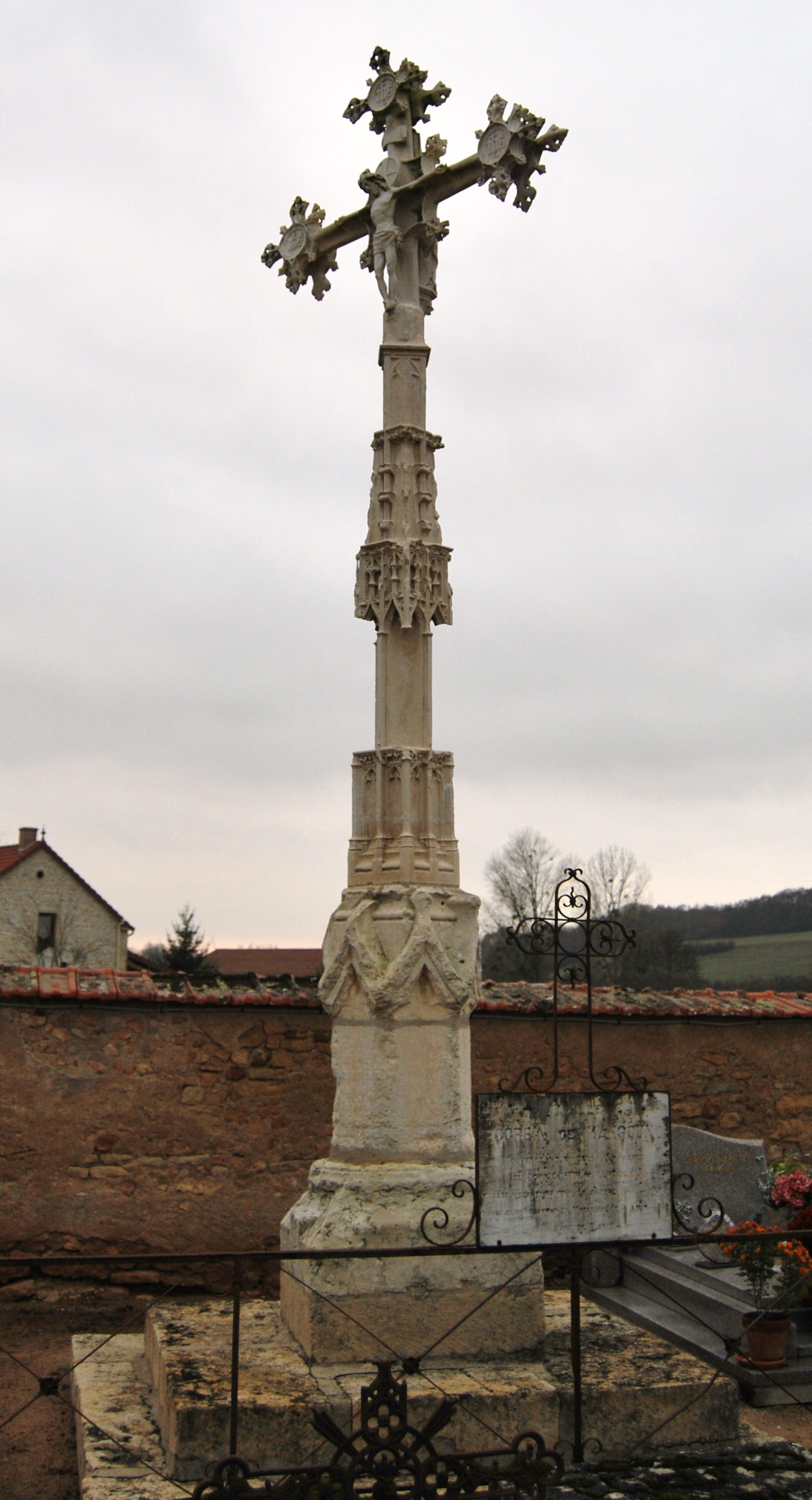
Kreuz von Thianges
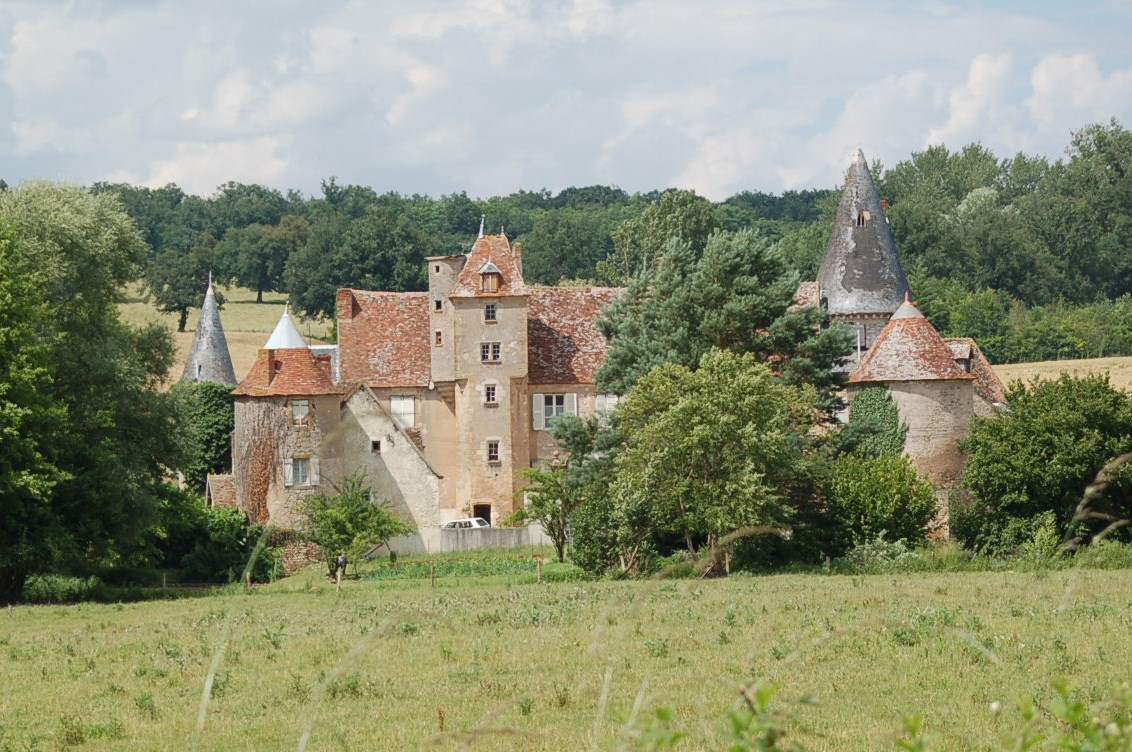
Schloss Bonnais
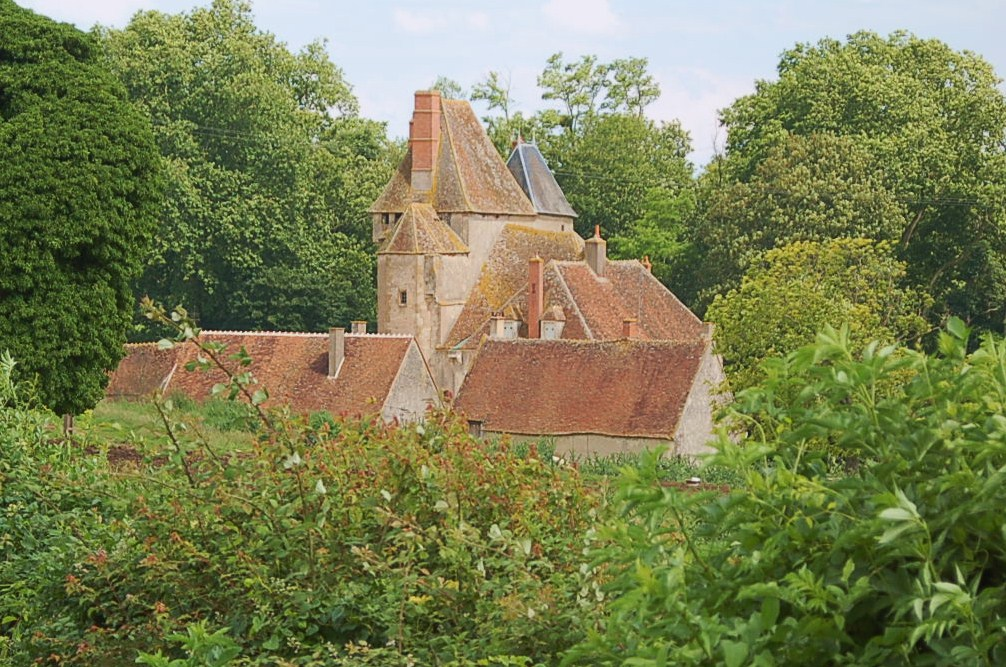
Schloss Le Creuzet